# Ignazio Mobarak
Ignazio Mobarak (* 26. September 1876 in Rismayya, Libanon; † 19. Mai 1958 in Beirut) war Erzbischof der maronitischen Erzeparchie Beirut.

## Leben
1876 wurde Ignazio Mobarak im heutigen Libanon geboren. Am 29. Juni 1901 empfing Mobarak im Alter von 25 Jahren im maronitischen Ritus die Priesterweihe.
Im Alter von 42 Jahren, am 23. Februar 1919 erfolgte seine Ernennung zum Erzbischof von Beirut. Die Bischofsweihe erfolgte am 2. März 1919, bei der als Hauptkonsekrator Erzbischof Elias Pierre Hoyek fungierte; Mitkonsekrator war Bischof Emanuele Phares. 1951 legte Erzbischof Mobarak sein Amt nieder, zugleich wurde er zum Titularerzbischof von Gabala ernannt.
Nach insgesamt 57 Jahren als Priester und 39 Jahren als Bischof im pastoralen Dienst starb Erzbischof Ignazio Mobarak im Alter von 81 Jahren am 19. Mai 1958 in Beirut.